# Louisette Malherbaud
Louisette Malherbaud, all'anagrafe Jouteux Louise Frederique Paulette (Marchenoir, 28 aprile 1917 – Saint-Victor-en-Marche, 28 dicembre 1999), è stata una schermitrice francese, vincitrice di una medaglia d'argento e due di bronzo ai campionati mondiali di scherma.